# Кузнецов, Михаил Васильевич (артиллерист)
Михаил Сергеевич Кузнецов (4 сентября 1892 — 28 апреля 1967) — советский военачальник, заместитель командующего артиллерией по артиллерийскому снабжению Брянского фронта, начальник артиллерийского снабжения 2-го Прибалтийского фронта. Генерал-майор артиллерии (04.08.1942), генерал-лейтенант артиллерии (22.08.1944). Участник Гражданской, Великой Отечественной войн.

## Биография
Михаил Сергеевич Кузнецов родился 4 сентября 1892 года в деревне Яблоново Шуйского уезда Владимирской губернии (ныне Савинский район Ивановской области).
В составе Красной Армии с 2 февраля 1918 года.
Участник Гражданской войны с 1918 по 1921 года на Петроградском, Восточном и Кавказском фронтах.
Участник Великой Отечественной войны с 1941 года.
С 16 августа 1941 года заместитель командующего артиллерией по артиллерийскому снабжению Брянского фронта.
В звании полковника и должности заместителя начальника Артиллерии Брянского фронта, с 1 октября до 30 ноября 1941 года на всем протяжении боевых действий бесперебойно обеспечивал армии и части фронта боеприпасами. Благодаря его решительности и заботе, боеприпасы фронта были своевременно эвакуированы на тыловые базы из Брянских лесов во время наступления противника в октябре и ноябре 1941 года. В это же время, 3 и 13 армиям, вышедшим из окружения, своевременно были предоставлены боеприпасы для дальнейшего вступления в бой.
Михаил Сергеевич Кузнецов принял активное участие в формировании 17-го гаубичного артиллерийского полка, 497, 462, 455, 326 и 323 артиллерийских полков, обеспечив их матчастью, приборами, амуницией. что позволило провести формирование в короткие сроки.
За свою добросовестную работу был награжден 18 января 1942 года орденом Красной Звезды.
22 февраля 1943 года в звании генерал-майора артиллерии указом Президиума ВС СССР награжден орденом Красного Знамени.
с 20 октября 1943 года начальник артиллерийского снабжения 2-го Прибалтийского фронта.
4 июля 1944 года указом Президиума ВС СССР награжден орденом Красного Знамени во второй раз.
3 ноября 1944 года указом Президиума ВС СССР за выслугу лет награжден орденом Красного Знамени в третий раз.
1 мая 1944 года награжден медалью «За оборону Кавказа».
В звании генерал-лейтенанта артиллерии занимал должность начальника управления артиллерийского снабжения 2-го Прибалтийского фронта с момента его организации. За период освобождения Прибалтики генерал М. С. Кузнецов вложил много труда и энергии в обеспечение регулярных поставок боеприпасов на фронт.
За умелое обеспечение операций войск фронта был награжден орденом Богдана Хмельницкого I степени.
6 ноября 1947 года указом Президиума ВС СССР награжден орденом Красного Знамени в четвертый раз.
Окончил службу 18 декабря 1954 года.
Скончался 28 апреля 1967 года. Похоронен на Большеохтинском кладбище в Санкт-Петербурге.

## Награды
- Орден Красной Звезды (18.01.1942)
- Орден Красного Знамени (22.02.1943)
- Медаль «За оборону Кавказа» (01.05.1944)
- Орден Красного Знамени (04.06.1944)
- Орден Красного Знамени (03.11.1944)
- Орден Красного Знамени (06.11.1947)
- Медаль «За победу над Германией в Великой Отечественной войне 1941—1945 гг.» (09.05.1945)
- Орден Богдана Хмельницкого I степени (29.06.1945)